# Irbisia californica
Irbisia californica är en insektsart som beskrevs av Van Duzee 1921. Irbisia californica ingår i släktet Irbisia och familjen ängsskinnbaggar. Inga underarter finns listade i Catalogue of Life.